# Julija Tabakova
Julija Genadjevna Tabakova-Bubnenkova (rusko Юлия Геннадьевна Табакова-Бубненкова), ruska atletinja, * 1. maj 1980, Kaluga, Sovjetska zveza.
Nastopila je na poletnih olimpijskih igrah leta 2004 ter osvojila srebrno medaljo v štafeti 4x100 m in se v teku na 100 m uvrstila v polfinale. Na svetovnih prvenstvih je osvojila bronasto medaljo v štafeti 4x100 m leta 2003, kot tudi na evropskih prvenstvih leta 2002.